# Juliane Sophie Holck
Komtesse Juliane Sophie Danneskiold-Laurvig, grevinde Holck ved ægteskab (født 12. januar 1757 i København, Danmark og død 11. januar 1790 i Kiel, Schleswig-Holstein, Tyskland). Juliane Sophie Holck blev den 28. september 1769 i et arrangeret ægteskab lovet bort som barn, hvor hun ville gifte sig med greve Conrad Holck til Eckhof da hun var 12 år gammel. På bryllupsdagen blev Conrad Holck udnævnt til gehejmekonferensråd. Juliane Sophie Holck er søster til Anna Sophia Danneskiold-Laurvig, Baronesse von Bülow ved ægteskab og halvsøster til Christiane Conradine Quist.  
Juliane Sophie Holck er datter af greve Christian Conrad Danneskiold-Laurvig og Dorothea Sophie Danneskiold-Laurvig.
Conrad Holck og Juliane Sophie Holck fik tilsammen 10 børn. Herunder børnene: Sophie Dorothea Louise Holck, komtesse; Conrad Christoffer Holck, greve; Anna Holck, komtesse; Frederikke Ernestine Holck, komtesse; Harald Holck, greve; Luisa Augusta Holck, komtesse; Julius Carl Christian Holck, greve; Adelheid Ermegaard Holck, komtesse; Christoffer Conrad Holck, greve, og Juliane Marie Cornella Holck, komtesse.